# Милоевич, Никола (футболист)
Никола Мило́евич (серб. Никола Милојевић / Nikola Milojević; 16 апреля 1981) — сербский футболист, вратарь.

## Карьера

### Клубная
Карьеру начинал в командах ОФК из Младеноваца и «Земун», но ни в одной из них не закрепился. С 2000 по 2003 годы защищал цвета команды «Бане» и отыграл за неё ровно 60 матчей. Был куплен затем «Хайдуком» из Кулы, в составе которого сыграл 50 игр.
В 2006 году отправился в Португалию и подписал контракт с «Виторией» из Сетубала, но дебютировал только 28 января 2007 в матче с «Академикой». В межсезонье 2009/10, не закрепившись в клубе, разорвал контракт и с 2010 года защищает ворота «Бораца» (Чачак).

### В сборной
В составе сборной Сербии и Черногории отправился на Олимпиаду 2004. Сыграл там все три игры и пропустил итого 14 мячей. Стал участником скандального эпизода в игре с Тунисом, когда игрок тунисцев Мохаммед Джедиди несколько раз вынужден был повторять 11-метровый удар, который не засчитывался из-за различных нарушений.